# Бузиновий квас
Бузиновий квас — традиційний український ферментований напій, виготовлений із квітів бузини чорної (Sambucus nigra). Має освіжаючий кисло-солодкий смак із квітковими нотками та легку природну газацію. Вважається сезонним літнім напоєм і має давню історію в народній кулінарії.

## Історія
Квас із бузини має глибокі корені у традиціях східноєвропейських народів. Його готували переважно влітку, під час цвітіння бузини — з кінця травня до початку липня. Напій вважався не лише освіжаючим, а й лікувальним завдяки вмісту вітаміну C, антиоксидантів та природних дріжджів.

## Приготування
Для приготування використовують свіжі суцвіття бузини, воду, цукор або мед, лимон, яблучний оцет або лимонну кислоту, іноді додають дріжджі для пришвидшення бродіння. Квітки не миють, щоб зберегти природні дріжджі. Напій настоюють 3–5 днів при кімнатній температурі, після чого проціджують і охолоджують.

## Користь
Бузиновий квас має тонізуючі, протизапальні та імуностимулюючі властивості. Його вживання сприяє покращенню травлення, зміцненню імунітету та втамуванню спраги в спекотну пору.

## Галерея

Домашній бузиновий квасДомашній бузиновий квас